# Koen Timmers
Koen Timmers (11 april 1979) is een Belgische docent die zich actief bezighoudt met milieu- en klimaatproblemen. 

## Biografie
Timmers is lector technologie in de lerarenopleiding lager onderwijs van de Hogeschool PXL in Hasselt, doceert webdesign en coördineert het afstandsonderwijs in CVO De Verdieping. Hij deed onderzoek naar het gebruik van technologie in het onderwijs bij de Universiteit van Sheffield en Hogeschool PXL. In 2016 besloot hij om de Duurzame Ontwikkelingsdoelstellingen van de VN via technologie in het onderwijs een plek te geven. Hiervoor richtte hij diverse globale educatieve projecten op. Om de projecten op grote schaal te kunnen uitrollen, werkt hij samen met onder andere Jane Goodall, Prinses Esmeralda van België, WWF en de VN-Vluchtelingenorganisatie.
In 2018 was Timmers een van de tien finalisten van de Global Teacher Prize. Een jaar later werd Timmers toegelaten tot de Fellowship of the Royal Society of Arts (FRSA). In 2021 verzorgde hij een TEDx Talk genaamd "When education tastes sweeter than winning the lottery" bij uHasselt.
Timmers is co-auteur van het boek "Teaching in the Fourth Industrial Revolution: Standing at the Precipice".
In 2023 werd Timmers onderscheiden met de titel Ashoka fellow, door de wereldorganisatie van leidinggevende sociale ondernemers. Timmers is de auteur van het in 2023 gepubliceerde boek "Game Changer". 
In 2024 kreeg Timmers een eredoctoraat van Sheffield-Hallam universiteit.

## Projecten
- 2015 : Project Kakuma, waarbij aan duizenden vluchtelingen in het Keniaanse Kakuma Refugee Camp gratis les gegeven wordt.[9]
- 2016 : Climate action project. Dit project brengt 2,7 miljoen leerkrachten en leerlingen in 146 landen online samen. De bedoeling is om via klimaatonderwijs leerkrachten en leerlingen diepere inzichten over klimaatverandering te laten verwerven en daarbij ook mogelijke oplossingen met elkaar te delen.Het project wordt ondersteund door WWFen VN-Milieuprogramma.[10][11][12][13]
- 2019 : Plasticplan, een wereldwijd initiatief voor het onderwijs om met schoolkinderen iets te doen aan plastic in het milieu.[14]